# Сан-Хиль, Томас
Томас Сан-Хиль (исп. Tomás San Gil; 29 декабря 1939, Тринидад — 28 февраля 1963, Эскамбрай), он же Томас Давид Перес Диас (исп. Tomás David Pérez Díaz) — кубинский антикоммунистический повстанец, один из лидеров Восстания Эскамбрай. После гибели Освальдо Рамиреса возглавил командование повстанческими силами. Убит в бою с правительственными войсками.

## Уход в горы
Родился в семье креольской аграрной буржуазии. Учился в католической школе Санкти-Спиритуса. Занимался торговым бизнесом. Затем стал управляющим ранчо своего дяди-землевладельца Ромуло Диаса, представителя агрокомпании Ponciano Land Company.
По оценкам официальных кубинских источников, Томас Давид Перес Диас являл собой тип «щёголя на коне в чёрном сомбреро и солнцезащитных очках». С другой стороны, кубинские антикоммунистические источники характеризуют его как «храброго и одарённого» кубинского патриота.
Приход к власти Фиделя Кастро, его коммунистический курс Томас Перес Диас воспринял крайне негативно. Особенно резко отвергал аграрную политику нового правительства.

Он взялся за оружие после жаркой дискуссии с официальным лицом INRA о том, принадлежали ли его пастбища «народу» или Сан-Хилю, который за них заплатил. «Я иду в горы, — сказал Сан-Хиль. — Приди и найди меня. Я буду тебя ждать».

С сентября 1960 примкнул к антикоммунистическому повстанческому сопротивлению (alzados, в официальной терминологии — bandidos) в горах Эскамбрая. Вступил в отряд Освальдо Рамиреса (который незадолго до того, являясь правительственным чиновником, выступил против конфискации земли Ромуло Диаса). Принял партизанское прозвище Томас (Томасито) Сан-Хиль, ставшее личным именем.

## Повстанческий командир
Томас Сан-Хиль быстро выдвинулся в отряде Рамиреса. Происхождение из землевладельческой элиты не помешало его интеграции в преимущественно крестьянскую среду повстанцев. Проявил военно-тактические умения, стал начальником партизанского штаба, «правой рукой» Рамиреса. Отличался яростно антикоммунистическими убеждениями, отчаянной храбростью, решительностью и жестокостью. Планировал боевые операции, принимал в них личноеучастие. В то же время, по утверждениям кубинской пропаганды, Сан-Хиль участвовал не только в боях с правительственными войсками и ополченцами-milicias, атаках на государственно-административные объекты и предприятия, но и в грабежах, нападениях на пассажирские транспорты, убийствах коммунистических активистов, в том числе молодого чернокожего учителя Конрадо Бенитеса.
На совещании повстанческих командиров 15 — 16 июля 1961 в селении Сикатеро была учреждена Национально-освободительная армия (ELN) — Кубинская антикоммунистическая армия. Рамирес назначил Сан-Хиля командиром повстанческих сил в нескольких районах Эскамбрая (Сан-Амбросио, Лас-Тинахитас, Пасо-Хондо, Лас-Аромас-и-Веласкес).
16 апреля 1962 в бою с правительственными силами был убит Освальдо Рамирес. Повстанческое командование принял на себя Томас Сан-Хиль. 19 июля 1962 повстанческое собрание в Эль-Наранхале утвердило Сан-Хиля в качестве командующего Национально-освободительной армией. Формирование под его непосредственным командованием оставалось численно небольшим (от десятка до трёх десятков боевиков), но очень активным и жёстким. Кубинские власти называли 22-23-летнего Томаса Сан-Хиля «сильной рукой Эскамбрая». Менее чем за год формированием Сан-Хиля были убиты 54 солдата правительственных войск, сожжены 36 объектов.
Ликвидация Томаса Сан-Хиля и его отряда была поставлена в приоритет кубинским силовым структурам. Органы госбезопасности несколько раз пытались организовать покушения, но Сан-Хилю удавалось их предотвращать с потерями для противника. Попытка захвата в плен была предпринята в январе 1963, но Сан-Хиль сумел уйти от преследования, переправившись через реку Каракусей.

## Смерть в бою
В феврале 1963 Томас Сан-Хиль решил провести очередной сход повстанческих командиров в Эль-Наранхале. Он планировал скоординировать новую серию атак. Эта информация стала известна госбезопасности. В селение была направлена агентура, стянуты войска. По военной линии операцию курировал Рауль Менендес Томассевич, по линии госбезопасности Эмерио Эрнандес Сантандер, полевое командование осуществлял Густаво Кастельон (Кабальо Майягуара). Около ста повстанцев, в том числе Сан-Хиль оказались под упорным преследованием. Несколько раз Сан-Хиль прорывался из окружения.
28 февраля 1963 около тридцати боевиков во главе с Томасом Сан-Хилем и Нило Армандо Сааведра Хилем (активный участник Кубинской революции, антибатистовский повстанец Революционного директората 13 марта) были окружены тремя правительственными батальонами на территории бывшего имения в селении Майсинику. Группе во главе с Сан-Хилем удалось прорваться сквозь заслон. Далее, по версии кубинских эмигрантов, Сан-Хиль добровольно вернулся к месту боя, чтобы выручить окружённого Сааведру и был убит в перестрелке. Бой завершился только на следующий день — погибли 11 повстанцев и 27 правительственных солдат.
После гибели Томаса Сан-Хиля командование ELN принял Хулио Эмилио Карретеро.

## Личность и семья
По отзывам знавших его людей, Томас Сан-Хиль «был первым в наступлении и последним при отходе». При этом храбрость сочеталась у него с «прирождённым стратегическим мышлением». Он был очень популярен в повстанческой среде (на день его 23-летия к нему в укрытие был доставлен праздничный торт, хотя это было сопряжено с риском). Внешне Томас Сан-Хиль описывается как юноша невысокого роста, но большой физической силы. Он не был женат, но в его деятельности активно участвовали мать донья Бенильде и сестра Кончита. Эти женщины организовывали материальное снабжение и информирование отряда о положении вне зоны боёв.
Современное отношение к Томасу Сан-Хилю, как и к Освальдо Рамиресу, зависит от идеологии и политической ориентации. Официальные власти Кубы характеризуют его как бандита и контрреволюционера; кубинские антикоммунисты — как героя освободительной борьбы.